# 舞鶴市立中舞鶴小学校
舞鶴市立中舞鶴小学校（、英称:Maizuru City Munipical Nakamaizuru Elementary School）は、京都府舞鶴市字余部上に存在する公立小学校である。

## 沿革
1876年(明治9年):余部学校としてこの地に開校

## 学区

### 通学区域
特別の事情がない限り、以下の町域に居住している児童総員が同校へ通学し以下の中学校へ進学している。
- 舞鶴市立和田中学校の学区
  - 字余部上の全域
  - 字余部下の全域
  - 字長浜の全域
  - 字和田の全域
  - 白浜台の全域
  - 字北吸の一部[注 1]

### 主要施設
- 海上自衛隊
  - 舞鶴地方総監部
  - 海上自衛隊第4術科学校
  - 舞鶴警備隊
  - 舞鶴基地業務隊
  - 舞鶴弾薬整備補給所
  - 舞鶴海上訓練指導隊
  - 第23航空隊